# Án lệ 06/2016/AL
Án lệ 06/2016/AL là án lệ công bố thứ 6 thuộc lĩnh vực dân sự của Tòa án nhân dân tối cao tại Việt Nam, được Hội đồng Thẩm phán Tòa án nhân dân tối cao thông qua, Chánh án Tối cao Trương Hòa Bình ra quyết định công bố ngày 6 tháng 4 năm 2016, và có hiệu lực cho tòa án các cấp trong cả nước nghiên cứu, áp dụng trong xét xử từ ngày 1 tháng 6 năm 2016. Án lệ 06 dựa trên nguồn là Quyết định giám đốc thẩm số 100 ngày 12 tháng 8 năm 2013 của Hội đồng Thẩm phán Tòa án nhân dân tối cao về vụ án dân sự tranh chấp thừa kế tại Hà Nội, nội dung xoay quanh tranh chấp di sản thừa kế; người thừa kế ở nước ngoài chưa rõ địa chỉ; ủy thác tư pháp; phân chia di sản; và quản lý di sản.
Trong vụ việc, nguyên đơn Vũ Đình Hưng khởi kiện bị đơn là hai người em gái ruột Vũ Thị Tiến, Vũ Thị Hậu về việc yêu cầu hủy hiệu lực của hợp đồng sang nhượng tài sản, chia thừa kế gia đình lại theo pháp luật. Vấn đề được đặt ra là hệ thống chứng cứ được thu thập, đặc biệt là trong tình huống liên quan đến người Việt định cư ở hải ngoại, những khó khăn trong thập niên 90 và đầu 2000 của việc tương trợ tư pháp, trao đổi với nước ngoài. Từ đây, vụ án được chọn làm án lệ để xác định vấn đề về chia di sản thừa kế trong trường hợp người thừa kế vắng mặt thời gian dài.

## Tóm lược vụ án
Tại quận Hoàn Kiếm, Hà Nội, gia đình Vũ Đình Quảng (gọi tắt: cụ Quảng) và Nguyễn Thị Thênh (gọi tắt: cụ Thênh) sinh được sáu người con là Vũ Đình Hưng (gọi tắt: ông Hưng), Vũ Đình Đường (gọi tắt: ông Đường), Vũ Thị Cẩm (gọi tắt: bà Cẩm), Vũ Thị Thảo (gọi tắt: bà Thảo), Vũ Thị Tiến (tức Hiền, gọi tắt: bà Tiến) và Vũ Thị Hậu (gọi tắt: bà Hậu). Cụ Quảng chết năm 1979, không để lại di chúc, căn nhà được sử dụng để sinh sống bởi cụ Thênh và ba người con là ông Hưng, bà Hậu, bà Tiến; ba người con còn lại là ông Đường, bà Cẩm, bà Thảo xuất ngoại, sinh sống ở nước ngoài. Năm 1987, cụ Thênh chết, không để lại di chúc. Sau đó, bà Tiến và bà Hậu đều sang nhượng một phần ba căn nhà cho Nguyễn Thị Kim Oanh (gọi tắt: bà Oanh) và Hà Thùy Linh (gọi tắt: bà Linh).
Sau đó, ông Hưng đã yêu cầu hủy các giao dịch dân sự sang nhượng nhà đất mà các thành viên trong gia đình đã ký kết trước đó, yêu cầu chia lại tài sản thừa kế; tuy nhiên không được đồng ý. Tháng 7 năm 1993, Vũ Đình Hưng khởi kiện Vũ Thị Hậu, Vũ Thị Tiến, đệ đơn gửi Tòa án nhân dân thành phố Hà Nội. Vụ án lần lượt trải qua bốn kỳ sơ thẩm, bốn kỳ phúc thẩm tại Tòa Phúc thẩm Tòa án nhân dân tối cao tại Hà Nội, trải qua nhiều lần bị đình chỉ vì thiếu chứng cứ, phải đợi đến năm 2013 mới được giám đốc thẩm tại Tòa án nhân dân tối cao, đưa ra nhận định sau 20 năm kiện tụng để có thể quay trở lại sơ thẩm lần thứ năm.

## Tranh tụng

### Nguyên đơn
Theo đơn khởi kiện, nguyên đơn Vũ Đình Hưng trình bày rằng: bố mẹ ông là Vũ Đình Quảng và Nguyễn Thị Thênh sinh được sáu người con. Cụ Quảng và cụ Thênh tạo lập được căn nhà số 66 phố Đồng Xuân, quận Hoàn Kiếm, Hà Nội, diện tích 123 m². Năm 1979, cụ Quảng chết không để lại di chúc, căn nhà do cụ Thênh và ba con là ông, bà Hậu, bà Tiến ở; ông Đường, bà Thảo và bà Cẩm đều xuất cảnh đi nước ngoài. Tại biên bản họp gia đình ngày 28 tháng 10 năm 1982, cụ Thênh và ông, bà Tiến, bà Hậu thỏa thuận tạm thời phân chia nhà thành ba phần cho ông, bà Hậu và bà Tiến sử dụng. Năm 1987, cụ Thênh chết. Sau đó năm 1989, bà Tiến đã lén lút bán phần nhà được tạm chia cho Nguyễn Thị Kim Oanh. Khi ông đã có đơn khởi kiện chia thừa kế ra Tòa án rồi nhưng ngày 31 tháng 10 năm 1993, bà Hậu đã bán tiếp phần nhà bà Hậu được tạm chia cho Hà Thùy Linh. Việc mua bán nhà này là sai. Ông xác định được ba anh chị em đang ở nước ngoài (là ông Đường, bà Cẩm và bà Thảo) có văn bản cho ông hưởng phần thừa kế, nên ông yêu cầu chia thừa kế di sản của cha mẹ ông theo pháp luật.
Ông Hưng xuất trình bản photocopy các giấy ủy quyền lập ngày 3 tháng 3 năm 1992 của Vũ Đình Đường, ngày 1 tháng 5 năm 1993 của Vũ Thị Cẩm, ngày 28 tháng 10 năm 1991 của Vũ Thị Thảo đều có nội dung ủy quyền cho ông Hưng quản lý trông nom phần tài sản của mình trong nhà 66 Đồng Xuân là 1/6 nhà. Sau khi nộp đơn khởi kiện, ông Hưng xuất trình thêm các giấy chuyển hẳn cho quyền thừa kế đề ngày 25 tháng 4 năm 1995 của ông Đường, bà Cẩm, bà Thảo; các văn bản này đều ghi là lập tại nước ngoài, đều có nội dung xác nhận: bố mẹ để lại ngôi nhà 66 Đồng Xuân cho sáu người con nhưng bà Tiến (Hiền) và bà Hậu đã bán phần nhà của bố mẹ để lại là vi phạm lời dặn của mẹ (không được bán, cho người ngoài vào ở). Ông Đường và bà Thảo, bà Cẩm làm giấy này cho hẳn ông Hưng 1/6 ngôi nhà 66 Đồng Xuân phần mỗi người được hưởng thừa kế để ông Hưng duy trì thờ cúng tổ tiên và cũng để ba gia đình con cháu người ở nước ngoài có nơi đi lại thờ cúng tổ tiên và đề nghị cho ông Hưng được hưởng thừa kế bằng hiện vật (các tài liệu ông Hưng xuất trình đều chỉ là bản photocopy).

### Bị đơn
Bị đơn gồm Vũ Thị Tiến và Vũ Thị Hậu. Vũ Thị Tiến trình bày rằng: xác nhận về quan hệ huyết thống và nguồn gốc căn nhà 66 Đồng Xuân như ông Hưng trình bày. Năm 1989, bà đã bán phần được chia cho bà Oanh, đã giao nhà và đã làm xong thủ tục mua bán nhà tại Sở Nhà đất Hà Nội cho người mua. Sau khi đến ở, bà Oanh còn có thỏa thuận với ông Hưng, bà Hậu hoán đổi một số công trình trong nhà để các bên sử dụng thuận tiện hơn. Sau đó do ông Hưng khiếu nại nên Sở Nhà đất đã thu hồi hồ sơ mua bán nhà giữa bà và bà Oanh. Bà Hậu cũng đã bán phần nhà được chia cho người khác. Bà xác định cụ Thênh đã cho tiền ba người đi nước ngoài nên họ không có yêu cầu gì về nhà này. Bà đã bán phần nhà của mình cho bà Oanh, nay bà không có trách nhiệm gì về phần nhà đã bán.
Bị đơn Vũ Thị Hậu trình bày rằng: xác nhận về quan hệ huyết thống và nguồn gốc căn nhà 66 Đồng Xuân như ông Hưng trình bày và việc phân chia nhà cũng như việc bà Tiến đã bán một phần như bà Tiến trình bày. Bà xác định khi bán có thông báo cho anh chị ở nước ngoài và họ đều đồng ý. Bà đề nghị chia cho bà vào phần nhà bà đã bán cho vợ chồng bà Linh, ông Khôi.

### Bên thứ ba
Người có quyền lợi, nghĩa vụ liên quan là vợ chồng Hà Thùy Linh và Nguyễn Thị Kim Oanh. Vợ chồng Hà Thùy Linh và Hoàng Mạnh Khôi trình bày rằng: khi ông bà mua nhà, bà Hậu có cho xem biên bản họp gia đình, nên ông bà mới nhất trí mua. Ông bà đã trả đủ tiền, dọn đến ở từ đó đến nay, yêu cầu được hợp pháp hóa phần nhà đã mua của bà Hậu. Nguyễn Thị Kim Oanh trình bày rằng: ngày 18 tháng 10 năm 1992, bà có mua nhà của bà Tiến được chia, giá 30 triệu đồng. Việc mua bán đã được chính quyền cho phép. Sau khi mua nhà, bà đã về ở, có thỏa thuận hoán đổi một số vị trí sử dụng nhà cho ông Hưng, đề nghị công nhận hợp đồng mua bán nhà giữa bà Tiến với bà.

## Xét xử

### Lần thứ nhất
Ngày 23 tháng 5 năm 1995, phiên sơ thẩm diễn ra tại trụ sở tòa ở số 43 đường Hai Bà Trưng, phường Trần Hưng Đạo, quận Hoàn Kiếm, Toà án nhân dân thành phố Hà Nội đã quyết định: chấp nhận yêu cầu xin chia thừa kế của ông Hưng, ông Đường, bà Cẩm, bà Thảo do ông Hưng đại diện xin chia di sản thừa kế của cụ Quảng và cụ Thênh. Chấp nhận một phần bản di chúc của cụ Thênh lập ngày 28 tháng 10 năm 1982, xác định di sản thừa kế trị giá 1.228.151.520 đồng, chia thừa kế bằng hiện vật nhà, đất cho ba người là ông Hưng, bà Hậu và bà Tiến. Việc mua bán giữa bà Tiến, bà Hậu với bà Oanh, bà Linh được thực hiện theo quy định của Nhà nước.
Sau phiên sơ thẩm, bà Tiến kháng cáo đề nghị xem xét lại cách tính diện tích di sản thừa kế. Ông Hưng kháng cáo cho rằng Tòa án xử không khách quan. Ngày 10 tháng 10 năm 1995, phiên phúc thẩm diễn ra tại trụ sở tòa ở ngõ 02 phố Tôn Thất thuyết, phường Yên Hoà, quận Cầu Giấy, Tòa Phúc thẩm Tòa án nhân dân tối cao tại Hà Nội quyết định: hủy bản án sơ thẩm, giao hồ sơ cho Tòa án nhân thành phố Hà Nội giải quyết sơ thẩm lại.

### Lần thứ hai

#### Sơ thẩm
Ngày 11 tháng 9 năm 1996, đợt sơ thẩm lần thứ hai diễn ra, Tòa án nhân dân thành phố Hà Nội quyết định chấp nhận yêu cầu xin chia thừa kế của ông Hưng, ông Đường, bà Cẩm, bà Thảo do ông Hưng làm đại diện xin chia di sản thừa kế của cụ Quảng và cụ Thênh; ghi nhận sự tự nguyện của ông Đường, bà Cẩm, bà Thảo ở nước ngoài nhường kỷ phần thừa kế cho ông Hưng và chia hiện vật cho ông Hưng, bà Hậu, bà Tiến (mỗi người 1/3 cửa hàng và phần nhà phía sau), bà Hậu, bà Tiến phải thanh toán chênh lệch cho ông Hưng (bà Hậu 156.824.381 đồng; bà Tiến 140.774.106 đồng). Việc mua bán nhà giữa bà Tiến, bà Hậu với bà Oanh, bà Linh là trái pháp luật.

#### Xét xử lại
Với bản án sơ thẩm thứ hai, ông Hưng tiếp tục kháng cáo. Ngày 15 tháng 7 năm 1997, Tòa Phúc thẩm Tòa án nhân dân tối cao tại Hà Nội ra quyết định đã tạm đình chỉ việc giải quyết vụ án. Ngày 27 tháng 7 năm 2006, Ủy ban Thường vụ Quốc hội ban hành Nghị 1037 về giao dịch dân sự về nhà ở được xác lập trước ngày 1 tháng 7 năm 1991 có người Việt Nam định cư ở nước ngoài tham gia, Tòa Phúc thẩm Tòa án nhân dân tối cao tại Hà Nội đã tiếp tục giải quyết vụ án.
Ngày 3 tháng 7 năm 2007, đợt phúc thẩm thứ hai diễn ra sau 10 năm đình chỉ, Tòa Phúc thẩm Tòa án nhân dân tối cao tại Hà Nội đã hủy bản án sơ thẩm thứ hai và giao Tòa án nhân dân thành phố Hà Nội giải quyết sơ thẩm lại vụ án với nhận định: đơn khởi kiện chỉ có ông Hưng viết và ký, các giấy ủy quyền của ông Đường, bà Thảo, bà Cẩm đều không thể hiện là uỷ quyền khởi kiện chia thừa kế (trừ giấy của bà Thảo), nay các đương sự thừa nhận ông Đường, bà Thảo đều đã chết, nên cần xác minh việc này và đưa người thừa kế của họ tham gia tố tụng; định giá lại nhà đất cho phù hợp.

### Lần thứ ba
Sau khi thụ lý lại vụ án, đương sự trình bày: ông Đường và bà Thảo đã chết vào khoảng năm 2002. Tòa án cấp sơ thẩm đã yêu cầu ông Hưng cung cấp giấy chứng tử của ông Đường và bà Thảo, bổ sung đơn khởi kiện theo đúng quy định pháo luật (gồm họ tên, địa chỉ, quốc tịch của các con ông Đường, bà Thảo; tên, địa chỉ của người đang ở tại phần nhà đất tranh chấp) nhưng ông Hưng không cung cấp được. Ngày 17 tháng 1 năm 2008, đợt sơ thẩm thứ ba diễn ra, Tòa án nhân dân thành phố Hà Nội đã đình chỉ việc giải quyết vụ án, trả tạm ứng án phí cho ông Hưng.
Ngày 29 tháng 1 năm 2008, ông Hưng kháng cáo cho rằng Tòa án đình chỉ việc giải quyết vụ án là không đúng. Ngày 4 tháng 9 năm 2008, Tòa Phúc thẩm Tòa án nhân dân tối cao tại Hà Nội đã chấp nhận kháng cáo của ông Hưng, hủy quyết định sơ thẩm với lý do: cấp sơ thẩm áp dụng điều khoản đình chỉ việc giải quyết vụ án là không đúng, làm mất quyền khởi kiện của đương sự.

### Lần thứ tư
Sau khi thụ lý lại vụ án lần thứ tư, Tòa án nhân dân thành phố Hà Nội đã yêu cầu ông Hưng cung cấp các tài liệu là tên, tuổi, địa chỉ người thừa kế của ông Đường, bà Thảo; văn bản ủy quyền hoặc từ chối nhận thừa kế của những người này; tên và địa chỉ những người đang ở tại nhà đất của bà Oanh. Ông Hưng không cung cấp được các tài liệu trên. Ngày 30 tháng 9 năm 2009, Tòa án nhân dân thành phố Hà Nội đã quyết định: đình chỉ giải quyết vụ án chia thừa kế, trả lại đơn kiện và tài liệu chứng cứ kèm theo cho ông Hưng. Ông Hưng kháng cáo một lần nữa. Ngày 9 tháng 3 năm 2010, Tòa Phúc thẩm Tòa án nhân dân tối cao tại Hà Nội quyết định: giữ nguyên quyết định sơ thẩm.

### Kháng nghị
Sau kỳ phúc thẩm lần thứ tư, Vũ Đình Hưng có đơn đề nghị giám đốc thẩm. Ngày 22 tháng 1 năm 2013, Chánh án Tòa án nhân dân tối cao Trương Hòa Bình đã kháng nghị quyết định phúc thẩm thứ tư ngày 9 tháng 3 năm 2010 của Tòa Phúc thẩm Tòa án nhân dân tối cao tại Hà Nội. Đề nghị Hội đồng Thẩm phán Tòa án nhân dân tối cao xét xử giám đốc thẩm, huỷ quyết định dân sự phúc thẩm nêu trên và hủy quyết định đình chỉ giải quyết vụ án dân sự sơ thẩm ngày 30 tháng 9 năm 2009 của Tòa án nhân dân thành phố Hà Nội; giao hồ sơ vụ án cho Tòa án nhân dân thành phố Hà Nội giải quyết sơ thẩm lại theo đúng quy định của pháp luật.

## Giám đốc thẩm
Ngày 12 tháng 8 năm 2013, với yêu cầu kháng nghị của Chánh án Tối cao và sự nhất trí của Viện Kiểm sát, Hội đồng Thẩm phán tối cao đã mở phiên xét xử giám đốc thẩm tại trụ sở tòa ở số 48 đường Lý Thường Kiệt, phường Trần Hưng Đạo, quận Hoàn Kiếm, Hà Nội. Tại phiên tòa giám đốc thẩm, đại diện Viện kiểm sát nhân dân tối cao đề nghị Hội đồng Thẩm phán Tòa án nhân dân tối cao chấp nhận kháng nghị của Chánh án Tòa án nhân dân tối cao.

### Nhận định của Tòa án

#### Tình tiết
Căn nhà số 66 phố Đồng Xuân, do vợ chồng Vũ Đình Quảng (chết năm 1979) và Nguyễn Thị Thênh (chết năm 1987) tạo lập. Các cụ sinh được sáu người con thì ba người là ông Đường, bà Cẩm, bà Thảo định cư ở nước ngoài từ năm 1979, còn ba người ở trong nước là nguyên đơn và bị đơn. Sau khi cụ Quảng chết chỉ còn cụ Thênh, ông Hưng, bà Tiến, bà Hậu quản lý căn nhà này. Sau khi cụ Thênh chết, ông Hưng, bà Tiến và bà Hậu đã tự phân chia căn nhà thành ba phần để ở. Bà Tiến và bà Hậu đã bán căn nhà mình sử dụng cho bà Oanh, bà Linh. Năm 1993, ông Hưng khởi kiện yêu cầu chia thừa kế nhà đất của cha mẹ nêu trên theo pháp luật. Việc giải quyết vụ án kéo dài từ năm 1993 đến 1996 và bị tạm đình chỉ xét xử phúc thẩm năm 1997. Năm 2007, vụ án được thụ lý lại.
Khi giải quyết vụ án, trước giai đoạn tố tụng tạm đình chỉ (1997), ông Hưng đã cung cấp các đơn, giấy ủy quyền lập năm 1991, 1992, 1993, 1994 của ông Đường, bà Cẩm, bà Thảo có nội dung giao cho ông Hưng trông coi quản lý tài sản thừa kế phần của họ trong di sản thừa kế là nhà đất số 66 phố Đồng Xuân; sau đó ông Hưng lại cung cấp các văn bản lập năm 1995 của ông Đường, bà Thảo và bà Cẩm có nội dung cho hẳn ông Hưng phần thừa kế của mình trong tài sản tranh chấp. Các văn bản đều có tem và con dấu của nước sở tại (ông Đường ở Anh, bà Cẩm ở Pháp và bà Thảo ở Hoa Kỳ), nhưng chỉ là bản photocopy. Tuy nhiên, các đương sự đều ghi rõ số nhà, địa chỉ của người viết văn bản. Trong quá trình thụ lý giải quyết lại vụ án sau giai đoạn tạm đình chỉ, ông Hưng, bà Tiến, bà Hậu đều khai ông Đường, bà Thảo đã chết khoảng năm 2002, ông Hưng xác định địa chỉ của bà Cẩm, bà Thảo không thay đổi, còn ông đã liên lạc với con ông Đường nhưng không nhận được hồi âm.

#### Phân tích
Nhận định của Hội đồng Thẩm phán Tòa án nhân dân tối cao, Quyết định 100/2013/GĐT-DS.
Tòa án cấp sơ thẩm yêu cầu ông Hưng phải cung cấp chứng tử của ông Đường, bà Thảo; tên, địa chỉ của con ông Đường, bà Thảo. Ông Hưng khai không cung cấp được và đề nghị Tòa án thu thập chứng cứ để giải quyết theo pháp luật. Như vậy, trong hồ sơ đã có địa chỉ của những người đã sống ở nước ngoài, còn việc yêu cầu ông Hưng cung cấp chứng tử của ông Đường, bà Thảo là không cần thiết, vì cả ba người ở trong nước đều xác nhận hai người này đã chết. Đối với những người đang sống tại phần nhà bà Tiến bán thì nghĩa vụ cung cấp tên tuổi của họ là của bà Tiến. Tòa án cấp sơ thẩm yêu cầu ông Hưng cung cấp tên tuổi của những người này là không đúng đối tượng. Tòa án cấp sơ thẩm cho rằng ông Hưng không cung cấp được tên, địa chỉ của con ông Đường, bà Thảo, người mua nhà của bà Oanh để đình chỉ giải quyết vụ án là không đúng. Tòa án cấp phúc thẩm lẽ ra phải hủy quyết định sơ thẩm để giao giải quyết lại nhưng lại giữ nguyên quyết định sơ thẩm là không đúng.
Ngoài ra, theo các tài liệu có trong hồ sơ và lời khai của đương sự liên quan Hoàng Mạnh Khôi ngày 17 tháng 10 năm 2007 và giấy bán nhà ngày 31 tháng 10 năm 1993, thì bà Hậu bán phần nhà mà bà đang quản lý cho Hà Thùy Linh (vợ ông Khôi). Quyết định sơ thẩm và phúc thẩm lại ghi là Nguyễn Thị Thùy Linh là không chính xác, cần điều chỉnh lại cho phù hợp.

### Quyết định
Từ nhận định này, Hội đồng Thẩm phán Tòa án nhân dân tối cao ra quyết định: hủy quyết định phúc thẩm thứ sư ngày 9 tháng 3 năm 2010 của Tòa Phúc thẩm Tòa án nhân dân tối cao tại Hà Nội và hủy quyết định đình chỉ giải quyết vụ án dân sự ngày 30 tháng 9 năm 2009 của Tòa án nhân dân thành phố Hà Nội về vụ án tranh chấp thừa kế, giữa nguyên đơn là Vũ Đình Hưng với bị đơn là Vũ Thị Tiến, Vũ Thị Hậu; người có quyền lợi, nghĩa vụ liên quan là Vũ Đình Đường, Vũ Thị Cẩm, Vũ Thị Thảo, Nguyễn Thị Kim Oanh, Hà Thùy Linh. Giao hồ sơ vụ án cho Tòa án nhân dân thành phố Hà Nội giải quyết sơ thẩm lại vụ án theo đúng quy định của pháp luật.